# فاطمة نور (ابنة سليمان القانوني)
فاطمة نور - Fatma Nur من مواليد سنة 1520م بالآستانة، أميرة عثمانية و هي ابنة السلطان سليمان القانوني من زوجته فولانة خاتون
توفيت سنة 1562م .